# نظرية المرحلة
تستند نظريات المرحلة على فكرة أن العناصر في الأنظمة تتحرك عبر نمط من المراحل المتميزة بمرور الوقت وأنه يمكن وصف هذه المراحل بناءً على خصائصها المميزة. على وجه التحديد، مراحل النمو المعرفي لها ترتيب ثابت من التعاقب، والمراحل اللاحقة تدمج إنجازات المراحل السابقة، وتتميز كل منها بنوع معين من بنية العمليات العقلية الخاصة بها، التي قد يختلف وقت الظهور إلى حد ما حسب الظروف البيئية.
يمكن أيضًا تطبيق «نظرية المرحلة» خارج علم النفس لوصف الظواهر بشكل عام حيث تؤدي المراحل المتعددة إلى نتيجة، وبالتالي يمكن تطبيق مصطلح «نظرية المرحلة» على مختلف التخصصات العلمية والاجتماعية والتجارية. في هذه السياقات، قد لا يتم تحديد المراحل بشكل صارم، ومن الممكن للأفراد ضمن عملية متعددة المراحل العودة إلى المراحل السابقة أو تخطي بعض المراحل تمامًا.

## نظرية بياجيه في التطور المعرفي
أنظر أيضا: نظرية التطور المعرفي
تتكون نظرية جان بياجيه من أربع مراحل: حسية حركية: (من الولادة إلى سنتين)، ما قبل العمليات: (من 2 إلى 7 سنوات)، التفكير المادي: (من 7 إلى 11 عامًا)، والتفكير المجرد (11 إلى 16 عامًا)). تحتوي كل مرحلة على مرحلتين فرعيتين على الأقل، وعادة ما تسمى مبكرًا وكاملًا.

### الافتراضات المتضمنة
- كل مرحلة تضع الأساس للمرحلة التالية.
- كل شخص يمر بالمراحل بنفس الترتيب.
- كل مرحلة تختلف نوعيا. بمعنى أنه تغيير في الطبيعة، وليس مجرد كمية
- الطفل متعلم نشط. في الأساس عليهم أن يفعلوا ذلك بأنفسهم، لا يمكن إخبارهم بذلك.

### المرحلة الحسية الحركية (sensorimotor) (من الولادة حتى سنتين)
يتم تمثيل هذه المرحلة عندما يحصل الرضع على بعض السيطرة على محيطهم من خلال الخطط الحسية والحركية، حيث يبدأ الأطفال في تحديد أفعالهم ونتائج أفعالهم.
يأتي الطفل إلى العالم وهو لا يعرف شيئًا تقريبًا، لكن لديه الإمكانات التي تأتي في شكل:
- تركيب الدماغ
- ردود الفعل مثل المص والتوجيه البصري
- ميول فطرية للتكيف مع البيئة

يستخدم الأطفال هذه الإمكانات لاستكشاف وفهم أنفسهم والبيئة، ويعانون من نقص فيما يسمى بديمومة الكائن، مما يعني أن لديهم قدرة قليلة أو معدومة على تصور الأشياء على أنها موجودة خارج محيطهم المباشر. على سبيل المثال: عندما تضع حاجزًا، مثل قطعة من الخشب، أمام جسم ما، يعتقد الرضيع أن الشيء غير موجود.

### ديمومة الكائن
دراسة
- لا يستوعب الأطفال مفهوم ديمومة الكائن عندما لا يدركون وجود الشيء حتى عندما لا يكون مرئيًا في الوقت الحالي.
- عندما يتم إخفاء شيء أو لعبة عن الرضيع، يفقدون الاهتمام على الفور تقريبًا ويفشلون في البحث عن اللعبة، وهذا شائع عند الرضع بعمر ثمانية أشهر أو أقل.[4]
- يمكن للأطفال الذين يبلغون من العمر ثمانية أشهر أن يشكلوا تمثيلًا عقليًا لشيء ما في رؤوسهم لإثبات حصولهم على استمرارية الكائن (المرحلة الحسية الحركية).

### اللعب الحسي الحركي
لا يقدم هذا النوع من اللعب أي غرض آخر غير الإحساس:
- التأرجح على أرجوحة والاستمتاع بالحركة.
- غناء الأغاني واللعب ببساطة بأصوات مثل «ترا-لا-لا.»[5] الغرض من الصوت هو فقط الإشباع الذي يولده.
- تتضمن بعض الألعاب الاستماع والتذوق والشم

#### المراحل الفرعية لمرحلة بياجيه الحسية الحركية
| المرحلة الفرعية | العمر           | تسمية بياجيه                | السمات |
| --------------- | --------------- | --------------------------- | --- |
| 1               | الميلاد - 1 شهر | المنعكسات                   | استخدام أنساق أو ردود أفعال ذاتية مثل المص أو النظر؛ لا تقليد أو محاكاة؛ وعدم القدرة على دمج المعلومات من عدة حواس. |
| 2               | 1-4 شهور        | التفاعلات الدائرية الأولية  | استيعاب أنساق الأساسية (التشبث، النظر، المص)، حيث يمارسها الطفل إلى ما لا نهاية. بدء تنسيق الأنساق من حواس مختلفة، مثل النظر نحو الصوت؛ لا يربط الطفل بعد أفعاله الجسدية ببعض النتائج خارج الجسم.                                    |
| 3               | 4-8 شهور        | التفاعلات الدائرية الثانوية | يصبح الطفل أكثر وعيًا بالأحداث خارج جسده ويجعلها تحدث مرة أخرى، في نوع من التعلم عن طريق التجربة والخطأ. قد يحدث التقليد، ولكن فقط الأنساق الموجودة بالفعل في ذخيرة الطفل؛ يبدأ في فهم "مفهوم الكائن".                                |
| 4               | 8-12 شهر        | تنسيق الأنساق الثانوية      | سلوك واضح متعمد تجاه الوسائل والغايات. لا يلاحق الطفل ما يريد فحسب، بل قد يجمع بين نسقين للقيام بذلك، مثل ضرب الوسادة بعيدًا للوصول إلى لعبة. يحدث تقليد السلوكيات الجديدة، وكذلك نقل المعلومات من حاسة إلى أخرى (النقل عبر الوسائط). |
| 5               | 12-18 شهرًا      | التفاعلات الدائرية الثلاثية | يبدأ "التجريب"، حيث يجرب الرضيع طرقًا جديدة للعب بالأشياء أو التلاعب بها. استكشاف التجربة والخطأ نشط للغاية وهادف للغاية. |
| 6               | 18-24 شهرًا      | بداية الفكر التمثيلي        | تطوير استخدام الرموز لتمثيل الأشياء أو الأحداث. يفهم الطفل أن الرمز منفصل عن الكائن. يحدث التقليد المؤجل أولاً في هذه المرحلة. |

### مرحلة ما قبل العمليات (preoperational) (من 2 إلى 7 سنوات)
الذكاء ما قبل العمليات يعني أن الطفل الصغير قادر على التمثيل العقلي، لكن ليس لديه نظام لتنظيم هذا التفكير (التفكير الحدسي بدلاً من التفكير المنطقي). يتمركز الطفل حول الذات - أي أنه يعاني من مشاكل في التمييز بين تصوراته وتصورات الآخرين. المثال الكلاسيكي هو أن الطفل في مرحلة تفكير ما قبل العمليات سيغطي عيونه حتى لا يتمكن من رؤية شخص ما ويعتقد أن هذا الشخص لا يمكنه رؤيته (أصبح مخفيًا) أيضًا.
لدى الطفل أيضًا تفكير صارم، والذي يتضمن ما يلي:
- التركيز - سيصبح الطفل ثابتًا تمامًا في نقطة واحدة، ولا يسمح له برؤية الصورة الأوسع. على سبيل المثال، ركز فقط على ارتفاع الحاوية بدلاً من الارتفاع والعرض عند تحديد الحجم الأكبر.
- الحالة - يمكن فقط التركيز على شكل شيء ما في ذلك الوقت.
- المظهر - يركز على كيفية ظهور شيء ما بدلاً من الواقع.
- عدم القدرة على التراجع - لا يمكن عكس الخطوات التي اتخذها، ولا يدرك أنه يمكن إلغاء مجموعة واحدة من الخطوات بمجموعة أخرى من الخطوات.
- نقص الحفظ - نقص القدرة على إدراك أن شيئًا ما يمكن أن يكون له نفس الخصائص حتى لو ظهر بشكل مختلف.

### العمليات المادية (concrete operational) (من 7 إلى 11 سنة)
- أصبح الذكاء الآن رمزيًا ومنطقيًا.
- يكتسب «العمليات» = مجموعة من القواعد والاستراتيجيات العامة.
- الجزء الأكثر أهمية في العمليات هو إدراك «الانعكاس» = يمكن عكس العمليات البدنية والعقلية وإلغائها من قبل الآخرين.

سيتغلب «الطفل العملياتي المادي» على جوانب الصلابة الظاهرة في «طفل ما قبل العمليات»، وهي:
- عدم قابلية التراجع
- الحالات
- المظهر الخارجي
- الحفظ

مهام العمليات المادية هي:
- التسلسل - وضع العناصر (مثل الألعاب) في ترتيب الارتفاع.
- التصنيف - الفرق بين عنصرين متشابهين مثل الإقحوانات والورود.
- الحفظ - يمكن أن إدراك شيء ما يحمل نفس الخصائص، حتى لو ظهر بشكل مختلف.

من المهم أن ندرك أن العمليات والمحافظة لا تتطور في نفس الوقت. إنها تتطور تدريجياً وليست كظاهرة «الكل أو لا شيء». على سبيل المثال، أول ما تم تطويره هو حفظ الأرقام متبوعًا بالحفظ الكتلة، وحفظ المساحة، وحفظ السوائل وأخيراً حفظ الحجم الصلب. التفكير هنا ليس مجرداً، بل إنه يقتصر على الظواهر الملموسة وتجارب الطفل السابقة.

### العمليات المجردة (formal operational) (11 إلى 16 سنة)
- الطفل قادر على صياغة الفرضيات ثم اختبارها في الواقع.
- التفكير مجرّد، أي يمكن للطفل / المراهق صياغة جميع النتائج الممكنة قبل البدء في المشكلة. هو أيضا قادر على التفكير الاستنتاجي.

## حدود نظرية بياجيه
يوجد نقد شائع هو أن بياجيه قلل من قدرات الرضيع، حيث أظهرت الدراسات أن لديهم قدرة أكبر في الذاكرة وفهم الأشياء مما كان يعتقد.

## النظريات الحديثة لبياجيه ونظريات ما بعد بياجيه
كان خوان باسكوال ليون أول من اقترح نظرية مرحلة «بياجيَّة» حدسثة. منذ ذلك الوقت، ظهرت العديد من نظريات بياجيه الجديدة عن التطور المعرفي. فقط تلك التي تغطي الطفولة على الأقل حتى مرحلة البلوغ مذكورة هنا. وتشمل هذه نظريات روبي كيس، وغرامي هالفورد، وأندرياس ديميتريو، وكورت دبليو فيشر، كما أن نظرية نموذج التعقيد الهرمي لمايكل كومونز ذات صلة أيضًا. إن وصف المراحل في هذه النظريات أكثر تفصيلاً ويركز على الآليات الأساسية لمعالجة المعلومات بدلاً من التفكير على هذا النحو. في الواقع، يتم استدعاء النمو في قدرة معالجة المعلومات لشرح تطور التفكير. تم وصف المزيد من المراحل (ما يصل إلى 15 مرحلة)، مع إضافة 4 بعد مرحلة العمليات المجردة. معظم تسلسلات المرحلة ترسم بعضها على بعض. مراحل ما بعد بياجيه خالية من المحتوى والسياق وبالتالي فهي قوية جدًا وعامة.

## كتب صاغت نظريات المرحلة
- جيامباتيستا فيكو (1725) العلم الجديد
- جورج هيغل (1807) ظاهرة الروح
- قانون أوغست كونت المؤلف من ثلاث مراحل في(خطة الدراسات العلمية اللازمة لإعادة تنظيم المجتمع (بالفرنسية: Plan de travaux scientifiques nécessaires pour réorganiser la société)‏، 1822).
- سورين كيركيغارد (1843) إما / أو ، مراحل طريق الحياة (1845)
- كارل ماركس (1867) رأس المال
- جيمس جورج فريزر (1890) غولدن بوغ
- فرويد (1900) تفسير الأحلام
- فيلهلم فونت (1912) (عناصر علم النفس الاجتماعي)
- لويس مومفورد (1934) التقنيات والحضارة
- ستيفن بيبر (1942) فرضيات العالم
- جان غيبسر (1949) الأصل الحاضر
- بياجيه (1950) سيكولوجية الذكاء
- نورثروب فراي (1957) تشريح النقد
- هايدن وايت (1973) تاريخ التاريخ
- كيران إيغان (1979) تطوير التعليم [8]
- كين ويلبر (1995) الجنس، البيئة، الروحانية

## أعمال ذات صلة
- Kessen, W., & Kessel F. S., Bornstein M. H., & Sameroff A. J. (1991). Contemporary constructions of the child: essays in honor of William Kessen. Hillsdale, NJ: L. Erlbaum Associates.
- Bhattacharjee, Y. (2012, Mar 18). Why bilinguals are smarter. New York Times. http://search.proquest.com/docview/934457002